# 21393 Kalygeringer
21393 Kalygeringer è un asteroide della fascia principale. Scoperto nel 1998, presenta un'orbita caratterizzata da un semiasse maggiore pari a 2,3835375 UA e da un'eccentricità di 0,1998434, inclinata di 1,58849° rispetto all'eclittica.